# Hubert Wilkins
George Hubert Wilkins MC & Barra (31 de outubro de 1888 – 30 de novembro de 1958) foi um explorador polar, ornitólogo, piloto, soldado, geógrafo e fotografo australiano.

## Obras
- 1928 Flying the Arctic, Grosset & Dunlap
- 1928 Undiscovered Australia, Putnam
- 1931 Under The North Pole, Brewer, Warren & Putnam
- 1942 with Harold M. Sherman: Thoughts Through Space, Creative Age Press. Re-editado como Wilkins, Sir Hubert; Harold M. Sherman (2004). Thoughts Through Space: A Remarkable Adventure in the Realm of Mind. [S.l.]: Hampton Roads Publishing Co. ISBN 1-57174-314-6